# Gyurikovits György
Gyurikovits György (Ivanóc, 1780. július 12. – Bazin, 1848. június 25.) bíró, jogtörténész; a Magyar Tudományos Akadémia levelező tagja (1832).

## Pályája
Gyurikovits Pál és Petenády Erzsébet fia. Iskoláit Vágújhelyen, Trencsénben, Modorban és Pozsonyban végezte. 1799-ben a magyar nyelv megtanulása végett Nagykőrösre ment és az ottani református főiskolában magyar történelmet és oklevéltant, 1800. szeptembertől Pozsonyban filozófiát tanult. Törvénykezési vagy ügyvédi pályára készült, de rokonai kérésére 1802-ben nagybátyjához, gróf Zichy uradalmi kormányzójához ment Pusztafödémesre (Pozsony vármegye), hogy gazdatisztté képezze magát. A következő évben megvált a gazdászattól és Skultety Pál mellé beállt törvénygyakorlatra. Itt ismerkedett meg Lehoczky Andrással, a híres genealógiai és stemmatographiai íróval, aki nagy hatással volt későbbi írói működésének irányára. 1805-ben elvesztette szüleit. 1809-ben id. gróf Zichy Ferenc segítségével ispánnak, 1811-ben kasznárnak nevezték ki. 1818-ban Pozsony város tanácsosává választották, és Budán a tárnoki széknél nyert alkalmazást. 1823-ban a pozsonyi törvényszék ülnöke lett. Az 1825., 1830., 1832. és 1839. évi országgyűléseken Pozsony városát képviselte. 1832. március 9-én a Magyar Tudományos Akadémia levelező tagjának választotta. 1844 végén váltótörvényszéki bíró lett Pozsonyban.
Pozsony, Nyitra, Trencsény, Mosony és Győr vármegyék táblabírája volt. Ritkaságokban, kéziratokban és eredeti oklevelekben bővelkedő, gazdag könyvtárának anyagát 1804-ben kezdte gyűjteni. Harminchárom vastag kötetből álló gyűjteményének darabjai nagyrészt Magyarország földjének és népének ismertetését, történetét, statisztikáját és nemzetiségeinek származását tárgyalják. Tudományos érdemeiről külföldön is magasztalóan emlékeztek meg.
Történeti, hely- és jogtörténeti, néprajzi tárgyú és egyéb cikkei többek között a prágai Hesperusban (német nyelven), a Tudományos Gyűjteményben, a Tudománytárban, a Magyar Tudományos Akadémia Értesítőjében jelentek meg.

## Munkái
1. De situ et ambitu Slavoniae et Croatiae, quem critice illustravit et de eo in usum croatorum latine disseruit... 2 partes. Pestini, 1844. 
Ennek cáfolatául készült a következő munka: Responsa ad vastum illud; Croatiae ac Slavoniae cum Regno Hungariae nexus et relationes, disquisivit Georgius Fejér, Budae 1839 editum opus; non minus quam et ad illud: De situ, et ambitu Slavoniae et Croatiae, quem critice illustravit et de eo in usum croatorum latine disseruit Georgius Gyurikovits. Pestini 1844 procusum, per unom e croatis adornata et Zagrabiae edita 1847. (Szerzője állítólag Ossegovich Imre püspök).
2. Illustratio Critica situs et ambitus Slavoniae et Croatiae. Pars III. Pest; 1847.
Legtöbb munkája kéziratban maradt, köztük sajtó alá rendezve: Árva, Baranya, Trencsény, Mosony megyék és Pápa városának földrajzi és történeti leírása. Diplomatarium Comitatus Posoniensis, Diplomatarium lib. regiae civitatis Posoniensis stb. Fejér György, Codex diplomaticus Hung. (1829-től) című munkájához ő szolgáltatta gyűjteményéből a XII., XIII. és XIV. századi okleveleket.

### Kéziratai
- A Magyar Nemzeti Múzeumban (ma: OSZK-ban?): 
  - Matthiae Belii Notitia geogr.-historica districtum Cumano-Jazigum & Kőváriensis, ívrét 25 levél,
  - Comit. Simigiensis ex exemplari bibliothecae primatialis, Notitia Com. Bács-Bodrog articulariter unitorum hist.-geogr. Matth. Bélia an. 1735 elaborata et a G.. Gy. 1847 aucta, ívr. 125 levél,
  - Baranya s Árva Uo. Fragmentum Diarii et Actorum diaetae Posoniensis 1728-29 collectum, ívr. 140 levél,
  - Magyar családokra vonatkozó genealogiai táblák
- Az Országgyűlési Könyvtárban: Diaria diaetae annis 1708., 1709., 1710., 1712., 1714-15. Posonii celebrata, I. Anonymi an. 1708., II. Mecserianum an. 1708-9., Dobnerianum an. 1708-9., 1710.. 1714-15., Tyrnaviense an. 1708-09., 1710., 1714. collecta.

Megírta Verancsics Faustus életrajzát annak Dictionarium quinque nobilissimarum Europae lingvarum, latinae, italicae, germanicae, dalmaticae et ungaricae. (Venetiis, 1595) című munkájának újabb kiadásában (Pozsony, 1834).